# Okręty podwodne projektu 659
Okręty podwodne projektu 659 – typ radzieckich okrętów podwodnych budowanych w latach 1960-1962. W NATO znany był pod kryptonimem Echo. 
Pięć jednostek typu Echo I zostało zbudowanych w latach 1960–1962 w Komsomolsku, jako okręty podwodne z napędem jądrowym. Zostały uzbrojone w sześć wyrzutni strategicznych pocisków manewrujących typu P-5 (ozn. NATO: SS-N-3C Shaddock). Późniejsze okręty projektu 675 (Echo II), których zbudowano 29, wyposażono w nowe systemy kontroli ognia i radary naprowadzające i pociski przeciwokrętowe. Prawie wszystkie (oprócz pięciu) jednostki tego typu pełniły służbę we Flocie Północnej. Po stworzeniu radzieckich sił podwodnych uzbrojonych w balistyczne pociski rakietowe, potrzeba posiadania takich pośrednich, podwodnych okrętów rakietowych stała się nieaktualna. Wszystkie jednostki typu Echo I zostały więc przebudowane w latach 1969-74 na okręty torpedowe. W tym celu zdemontowano wszystkie wyrzutnie pocisków rakietowych oraz zabudowano płytami stalowymi miejsca po nich, dla wygładzenia kształtu kadłuba, co pozwalało na redukcję szumów podczas pływania pod wodą. Zmodyfikowano także ich system hydrolokatorowy. Okręty typu Echo zostały wycofane ze służby w latach osiemdziesiątych.